# Orzechów (województwo podkarpackie)
Orzechów – wieś w Polsce położona w województwie podkarpackim, w powiecie stalowowolskim, w gminie Radomyśl nad Sanem.
| SIMC    | Nazwa   | Rodzaj    |
| ------- | ------- | --------- |
| 0804980 | Doły    | część wsi |
| 0804997 | Ogrojec | część wsi |
| 0805005 | Wygony  | część wsi |

Wieś szlachecka  położona była w drugiej połowie XVI wieku w powiecie urzędowskim województwa lubelskiego. W latach 1975–1998 miejscowość położona była w województwie tarnobrzeskim.
Urodził się tu Wincenty Wawrzyniec Czajka – żołnierz Narodowych Sił Zbrojnych  a następnie żołnierz podziemia antykomunistycznego w ramach Narodowego Zjednoczenia Wojskowego.